# Quando vien la sera/Perdoniamoci
Quando vien la sera/Perdoniamoci è un singolo della cantante Wilma De Angelis pubblicato nel 1960.

## Descrizione
Quando vien la sera è uno dei brani più conosciuti della cantante, nel 1960 il brano arrivò terzo al Festival di Sanremo con la versione di Joe Sentieri. Successivamente il brano viene riproposto anche a Canzonissima 1960 e a Canzonissima 1962
Perdoniamoci è stata portata al Festival di Sanremo 1960 da Nilla Pizzi e Achille Togliani senza arrivare in finale. La De Angelis la incise come retro di Quando vien la sera.

## Tracce
1. Quando vien la sera (Di Alberto Testa e Carlo Alberto Rossi)
2. Perdoniamoci (Di Umberto Bertini e Enzo Di Paola)